# بابلو أنتون مارين إسترادا
بابلو أنتون مارين إسترادا (بالإسبانية: Pablo Antón Marín Estrada)‏ هو كاتب إسباني، ولد في 1966 في لانغريو في إسبانيا.